# Bolesław Michałek

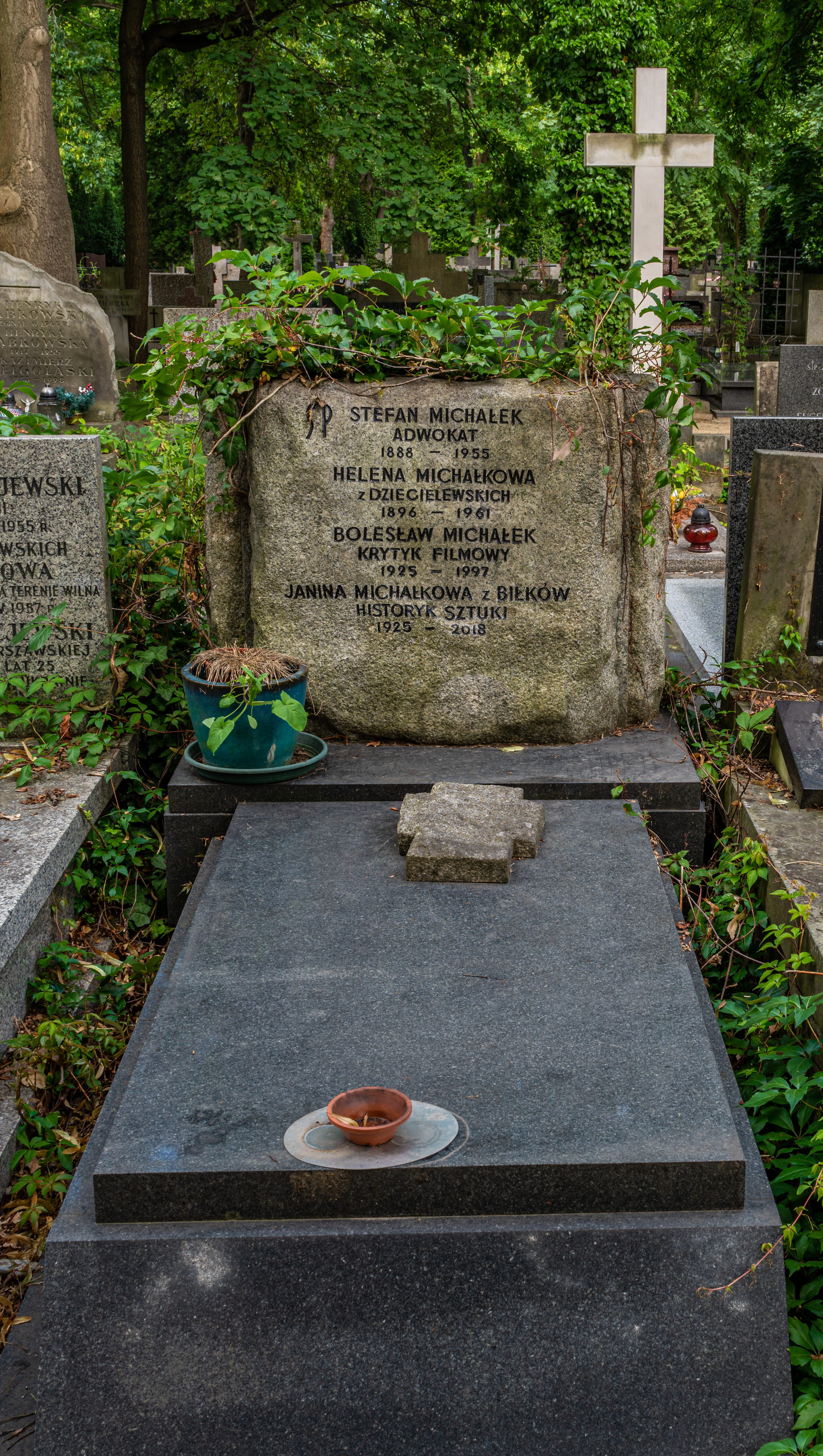
Grób Bolesława Michałka na cmentarzu Powązkowskim

Bolesław Michałek (ur. 12 czerwca 1925 w Toruniu, zm. 29 sierpnia 1997 w Warszawie) – polski scenarzysta, krytyk filmowy i dyplomata.

## Życiorys
Urodził się w rodzinie Stefana, adwokata, notariusza, w latach 1922–1924 prezydenta Torunia, i Heleny z Dzięgielewskich (1896–1961). Miał starszego brata Witolda (ur. 1921) i młodszą siostrę Hannę Marię, po mężu Moricca (1933–2014), lekarkę osiadłą we Włoszech.
Podczas okupacji niemieckiej ukończył w Warszawie tajne gimnazjum oficjalnie działające jako "kursy przygotowawcze do szkół zawodowych drugiego stopnia". W 1942 podjął pracę w Asko-Opus - pralni, piorącej mundury niemieckiego wojska. W 1943 na tajnych kompletach Liceum im. Stefana Żeromskiego zdał maturę. Pod pseudonimem „Boruta” walczył w powstaniu warszawskim  jako strzelec w północnym Śródmieściu w plutonie 191 2 kompanii IV zgrupowania „Gurt” I Obwodu „Radwan” Armii Krajowej. Po upadku powstania, na początku października 1944 trafił do obozu Zeithain k. Drezna, następnie do Stalagu IV B w Muhlbergu.
Po wojnie w 1949 ukończył wydział nauk społecznych i politycznych Université Libre w Brukseli. W grudniu 1949 powrócił do Polski. Pracował jako referent w centrali „Ciech”, potem w Ministerstwie Handlu Wewnętrznego.
W latach 1955–1957 pracował w Centralnym Archiwum Filmowym, następnie w redakcji dwutygodnika „Film i Teatr” (1957–1958). Od 1958 współpracował z miesięcznikiem „Film”, a w latach 1960–1972 był jego redaktorem naczelnym. W 1962 rozpoczął w telewizji autorski cykl „Kino Krótkich Filmów”. W 1972 został zastępcą redaktora naczelnego miesięcznika „Kino” i pracował na tym stanowisku do 1983. Równocześnie z pracą w „Kinie” był także kierownikiem literackim Zespołu Filmowego „X” (od 1973 do rozwiązania zespołu w 1983).
Następnie wykładał gościnnie na uniwersytetach w USA i Niemczech. W 1989 został członkiem Komitetu Kinematografii i kierownikiem literackim Zespołu Filmowego „Tor”.
W latach 1990–1995 był ambasadorem Rzeczypospolitej Polskiej we Włoszech, akredytowanym także w San Marino i na Malcie.
Zasiadał w jury konkursu głównego na 26. MFF w Cannes (1973) oraz na 47. MFF w Berlinie (1997).
Był członkiem Stowarzyszenia Dziennikarzy Polskich (m.in. przewodniczącym Klubu Krytyków Filmowych (1956–1975), Stowarzyszenia Filmowców Polskich, FIPRESCI (m.in. przewodniczącym organizacji w latach 1968–1972 i 1974–1979 oraz honorowym przewodniczącym od 1982). W 1995 został członkiem Rady Etyki Mediów.
Był mężem Janiny z Biłków (1925–2018), historyka sztuki
Zmarł w Warszawie, spoczął na cmentarzu Powązkowskim (kwatera 124-4-10).

## Twórczość

### Książki
- Sztuka faktów: z historii filmu dokumentalnego (1958)
- Trzy portrety (1959)
- Szkice o filmie polskim (1960)
- Film się zmienia (1967)
- Marzenia i rzeczywistość (1970)
- Kino naszych czasów (1972)
- Film – sztuka w ewolucji (1975)
- Ćwiczenia z anatomii kina (1976)
- Notes filmowy (1981)

### Scenariusze
- Beczka Amontillado pod pseudonimem „Jan Bolesławski” z Leonem Jeannotem (1971)
- Śmierć prezydenta z Jerzym Kawalerowiczem (1977)
- Sprawa Gorgonowej z Januszem Majewskim (1977)
- Spotkanie na Atlantyku z Jerzym Kawalerowiczem (1980)
- Miłość w Niemczech z Andrzejem Wajdą i Agnieszką Holland (1983)
- Trzy młyny z Jerzym Domaradzkim (1984)
- Łabędzi śpiew (1988)

## Ordery i odznaczenia
- Krzyż Oficerski Orderu Odrodzenia Polski
- Medal 10-lecia Polski Ludowej (1955)[3]
- Honorowa Odznaka ZAiKS-u (1988)[4]
- Krzyż Oficerski Orderu Sztuki i Literatury (Francja)[5]

## Nagrody i wyróżnienia
- Nagroda im. Karola Irzykowskiego (1959, 1969, 1977)[5]
- Nagroda Przewodniczącego Kinematografii za twórczość filmową w dziedzinie filmu fabularnego Łabędzi śpiew (1989)[5]